# 정상규
정상규(1998년 9월 8일 ~ )는 대한민국의 축구 선수로, 포지션은 윙어이다. 현재 K3리그 김해시청 축구단 소속이다.
2025시즌 강릉시민축구단으로 이적했다.

## 클럽 경력
정상규는 금호고등학교, 경희대학교 축구부 출신으로, K리그2 2020 시즌을 앞두고 제주 유나이티드 FC와 프로 계약을 체결하였다.
2021시즌을 앞두고 K4리그의 시흥시민축구단으로 이적했다.

## 수상

### 팀
제주 유나이티드
- K리그2 우승: 2020